# The Browning
The Browning ist eine US-amerikanische Trancecore-Band aus Kansas City in Missouri, die 2005 von dem Sänger Jonny McBee gegründet wurde.

## Bandgeschichte
Die Band wurde Anfang 2005 gegründet und war ursprünglich ein Soloprojekt von Jonny McBee. Im Frühjahr 2009 trat er mit dem Rapper Matt Keck auf. Zusammen haben sie bereits zwei Demos produziert.
Später im Jahr 2010 verließ Matt Keck die Band, um sich seiner Komikerkarriere zu widmen. Es kommt eine Änderung und der Schlagzeuger Noah Robertson, Gitarrist Brian Cravey, und Bassist Jesse Glidewell, verbinden die Band wieder und arbeiten an einer EP. Ende 2011 wurde Brian Cravey durch Collin Woroniak ersetzt und veröffentlichte ihr Video zu Bloodlust. Das erste Album der Band, Burn This World, wurde am 3. Oktober 2011 veröffentlicht.
Am 16. November 2012 wurde bekannt, dass Noah Robertson und Jesse Glidewell die Band verlassen haben. Drew Ellis spielte Bass und Cody Stewart wurde als neuer Schlagzeuger zur Teilnahme eingeladen. Jonny McBee ist jetzt das einzige Gründungsmitglied, das verblieben ist.
Am 2. August 2013 kündigte die Band an, dass sie ein neues Album mit dem Titel Hypernova veröffentlichen werden sowie ein neuer Song von diesen Album namens Gravedigger.
Am 26. Juli 2015 kündigte Collin Woroniak per Facebook an, dass er die Band aus unbekannten Gründen verlassen würde. Ein Jahr später, am 24. Juni 2016, veröffentlichte die Band ihr drittes Album Isolation.
Am 16. August 2018 veröffentlichte die Band einen neuen Song namens Carnage, der ein Feature mit dem Rapper Jake Hill enthält. Neben elf weiteren Liedern ist dieser Song auf dem neuen Album Geist zu finden, das seit dem 25. Oktober 2018 erhältlich ist.
Am 3. Dezember 2021 wurde das fünfte Album der Band, welches 12 Lieder beinhaltet, mit dem Namen End of Existence veröffentlicht.
Seit 2023 steht die Band bei dem amerikanischen Label FiXT Music unter Vertrag.

## Musikstil und Texte
Obwohl Jonny McBee ursprünglich ein Projekt zwischen Crunkcore und Rap Metal vorhatte, spielt die Band derzeit eine Kombination aus Metal und Elektro. The Browning spielt Deathcore und Metalcore und mischen Hardstyle-, Trance-, Elektro- und Dubstep-Elemente mit zu. Ihre Texte konzentrieren sich auf viele verschiedene Themen, wie Science-Fiction-Themen-Songs mit Aliens, Zombies, Vampiren, Pokémon oder Lieder mit positiven Botschaften.

## Diskografie
Alben
- 2011: Burn This World (Earache Records)
- 2013: Hypernova (Earache Records)
- 2016: Isolation (Spinefarm Records)
- 2018: Geist (Spinefarm Records)
- 2021: End of Existence (Spinefarm Records)
- 2024: Omni (Spinefarm Records)

### EPs
- 2010: Standing on the Edge
- 2011: Time Will Tell

### Singles
- 2013: Gravedigger
- 2016: Pure Evil
- 2016: Dragon
- 2016: Disconnect
- 2016: Pathologic
- 2018: Carnage
- 2018: Final Breath
- 2018: Geist
- 2021: End of Existence
- 2021: Chaos Reigns
- 2023: Poison
- 2024: Hivemind